# 熄火
在航空领域，熄火是指喷气发动机由于燃烧室中的火焰熄灭而导致的停机。熄火的原因有很多，如燃料匮乏、高度过高、压缩机失速、鸟击、冰雹或火山灰造成的异物损害、降水、机械故障或环境温度过低。